# Jean de Beverley
Jean de Beverley est un évêque anglo-saxon mort le 7 mai 721.

## Biographie
Jean étudie à Cantorbéry avec Adrien avant de devenir moine à l'abbaye de Whitby. Nommé évêque de Hexham en 687, puis d'York en 705, il ordonne Bède le Vénérable. Il fonde l'abbaye de Beverley et s'y retire en 715, laissant Wilfrid II lui succéder à York. Il meurt six ans plus tard et est inhumé à Beverley.
Jean de Beverley est la première personne connue qui ait instruit des sourds.

## Culte
Il est considéré comme saint, fêté le 7 mai. La translation de ses reliques, qui a eu lieu en 1307, est célébrée le 25 octobre. En 1415, le roi d'Angleterre Henri V attribue sa victoire à Azincourt à Jean de Beverley, la bataille ayant eu lieu le 25 octobre.